# Abarth Autobianchi A112
De Abarth Autobianchi A112 is een miniklasse-automodel van het Italiaanse automerk Abarth en werd gebouwd tussen 1971 en 1986. De Abarth A112 was op het eerste gezicht nauwelijks te onderscheiden van de gewone Autobianchi A112, maar ook hier zaten de verschillen onder de motorkap. Vanaf 1982 werd deze auto op sommige markten buiten Italië verkocht als Lancia A112 Abarth.

## Beschrijving
De Abarth A112 werd geïntroduceerd in september 1971 en was geprepareerd door de motorsportafdeling van de FIAT-groep, aanvankelijk met een 58 pk leverende 982 cc motor (in plaats van de standaard 903 cc met 47 pk), verkregen door een grotere slag en een sportuitlaat, een dubbele carburateur en een andere nokkenas. In 1975 werd de cilinderinhoud vergroot tot 1050 cc, terwijl het vermogen steeg van 58 tot 70 pk bij 6600 tpm en een gewicht van slechts 700 kg.
De twee motoren werden parallel aangeboden tot de productie van de kleinste motor eind 1976 werd gestopt. Het model uit 1975 was de eerste A112 met een handgeschakelde 5-versnellingsbak. Door deze veranderingen werd de A112 een nerveuze machine, die veel bewondering oogstte bij jonge pk-enthousiastelingen.
De Abarth A112 naam deel aan verschillende rally-evenementen in heel Europa en er werden zelfs acht edities (1977-1984) van een typegebonden competitie georganiseerd, de Campionato A112 Abarth volgens de toenmalige Groep 1-regels, dus serieproductie-auto's. Enkele beroemde Italiaanse rallyrijders zoals Attilio Bettega, Fabrizio Tabaton en Gianfranco Cunico behoorden tot de winnaars van het kampioenschap.
De toenemende populariteit van de Abarth A112 in de historische rally's en heuvelklims leidde in 2010 tot de herinvoering van een typegebonden trofee, genaamd Trofeo Abarth A112. Abarths hebben vaak een zwaar leven geleid door de voorkeur van jonge eigenaars met agressieve rijstijl.

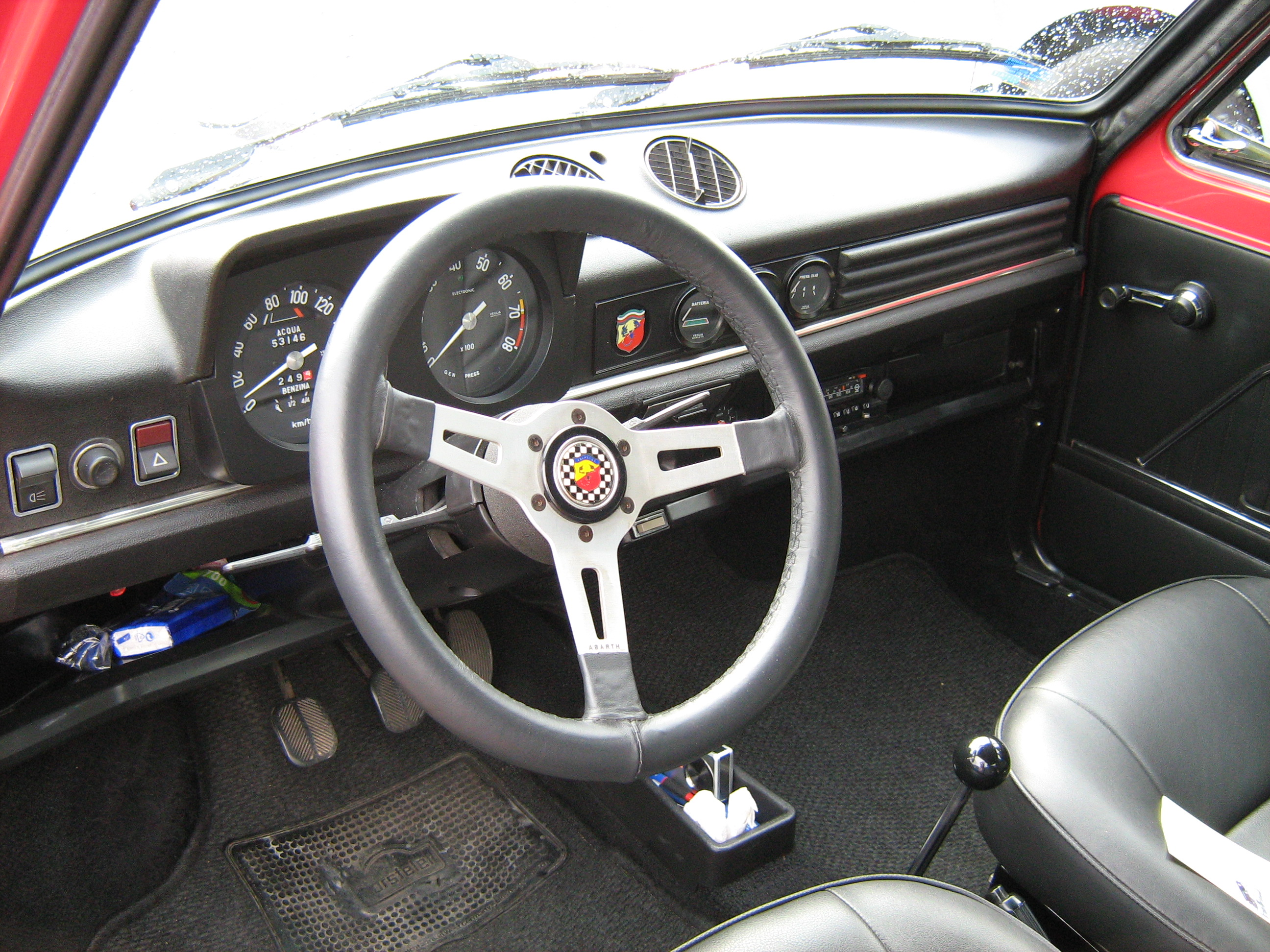
dashboard A112 Abarth (serie II, 1973-1975)
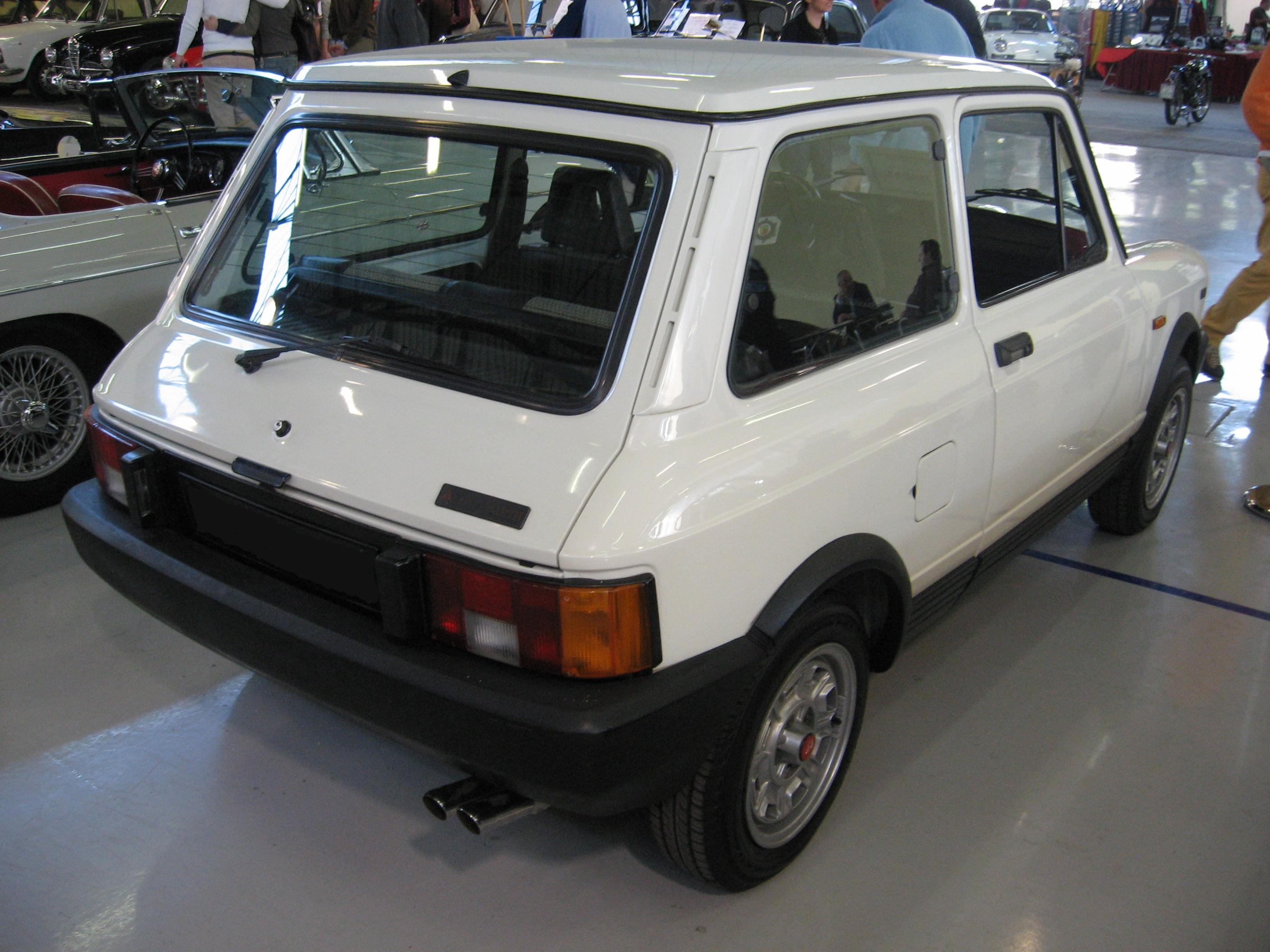
A112 Abarth (serie VI, 1982-1984)
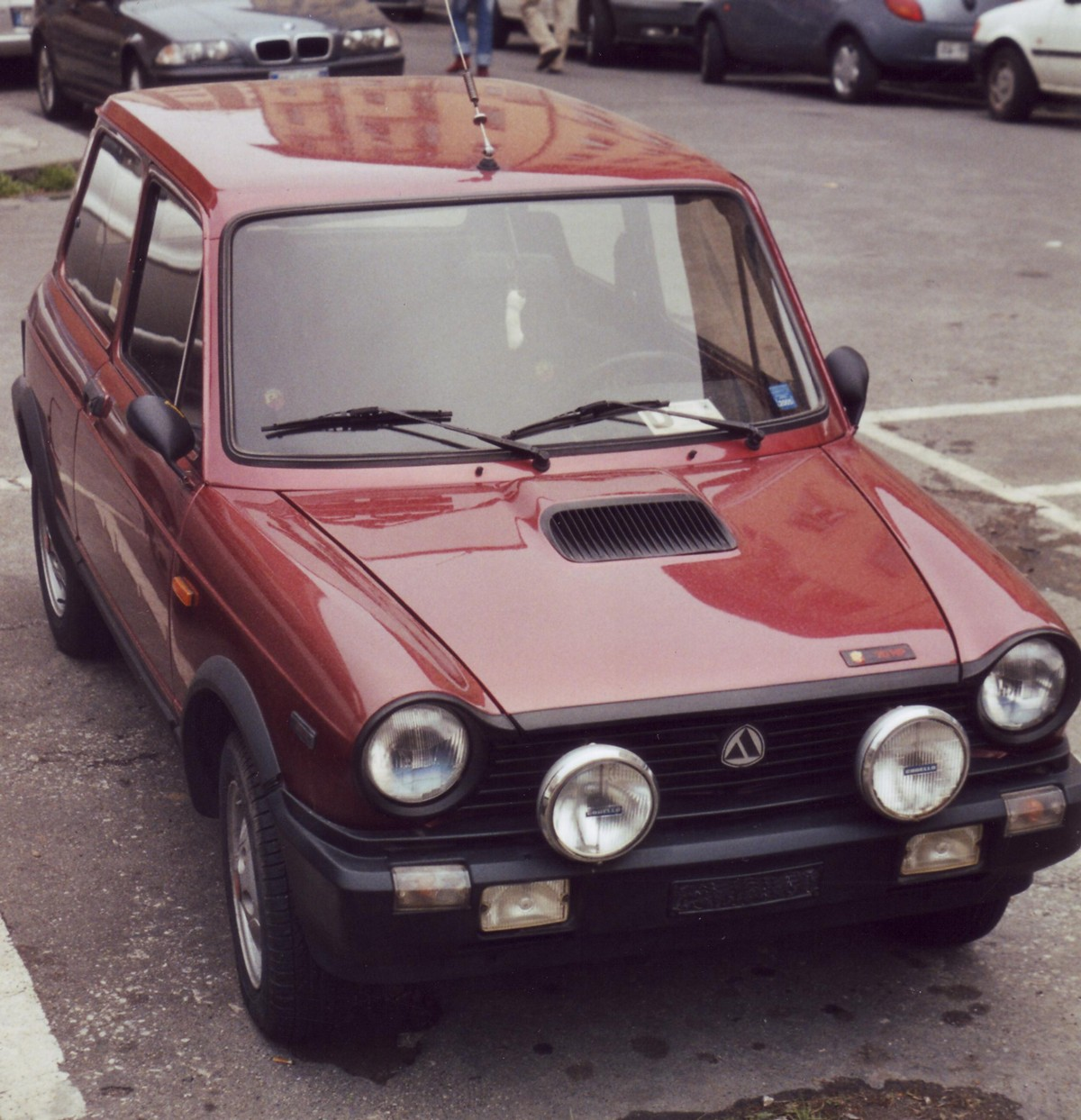
A112 Abarth (serie VII, 1984-1986)
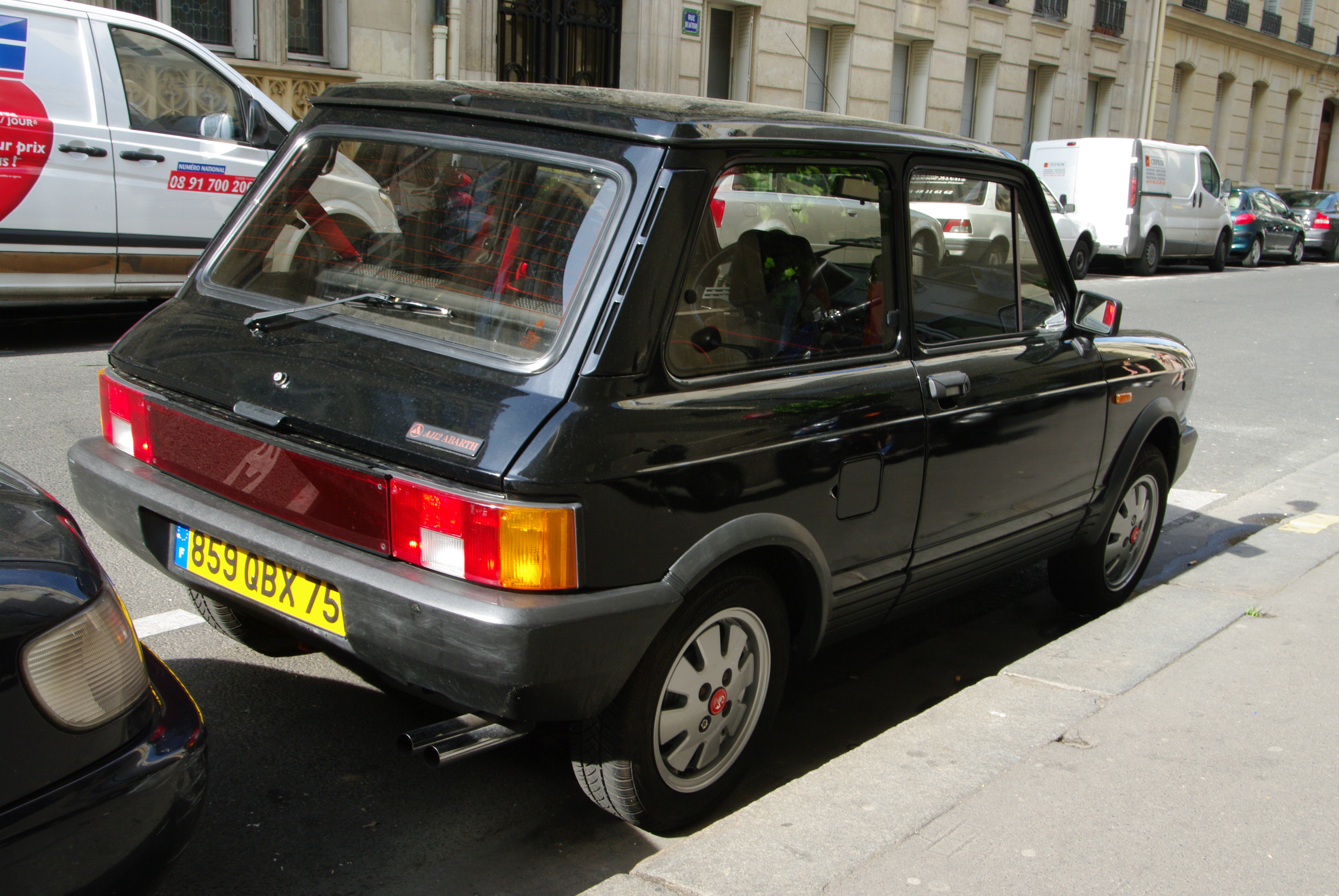
A112 Abarth (serie VII, 1984-1986)